# Мирзабалаев, Александр Файзудинович
Александр Файзудинович Мирзабалаев (род. 27 сентября 2002, Москва) — российский хоккеист, нападающий.

## Биография
Занимался в хоккейных школах «Белые медведи» Москва (2010—2014) и «Витязь» Подольск (2014—2019). Сезоны 2019/20 и 2021/22 провёл в команде QMJHL «Валь-д’Ор Форёрз», в сезонах 2020/21 и 2022/23 выступал за команду МХЛ «Русские витязи». В сезоне 2023/24 сыграл 9 матчей в КХЛ за «Витязь» и 27 — в ВХЛ за «Рязань-ВДВ». 7 августа 2024 года подписал однолетний односторонний контракт с клубом системы омского «Авангарда» «Омские крылья» (ВХЛ).